# Lundens gård

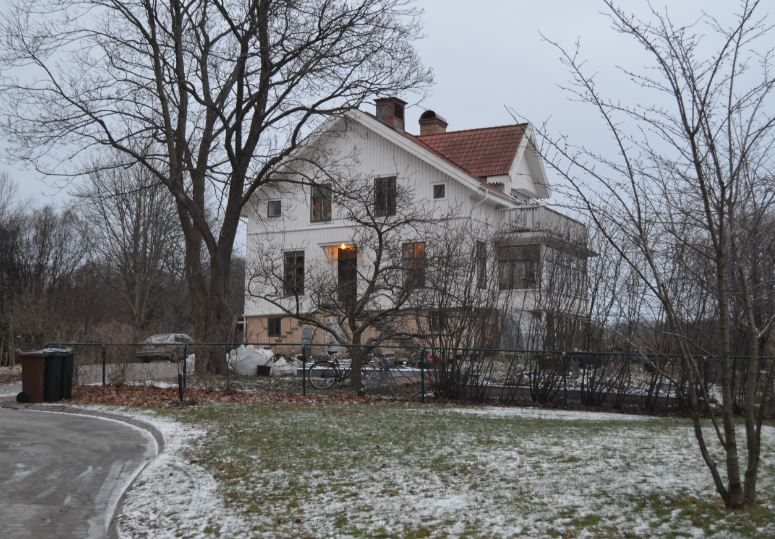
Bostadshuset från 1880-talet, foto taget februari 2018.

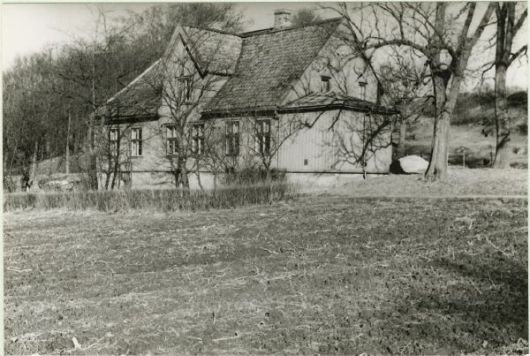
Lundens herrgård 1938.

Lundens gård, Lundens herrgård eller Örgryte prästgård var en gård som låg i Örgryte socken, senare Lunden i Göteborg. Gården låg på platsen där numera Prästgårdsängen ligger.
Omkring 1600 var gården ett säteri och Lunden har även senare kallats herrgård. I början av 1800-talet var gården bebyggd med ett stort bostadshus och flera ekonomibyggnader. På 1880-talet blev en del av egendomen prästgård för Örgryte församling och ett nytt bostadshus för kyrkoherden uppfördes.  1949 lämnade den siste arrendatorn prästgården med familj, kor och hästar och sitt lösöre. Sedan dröjde det till 1963 innan området fick namnet Prästgårdsängen. Gårdens ekonomibyggnader revs sedan men bostadshuset från 1880-talet har bevarats. Det är nu ett kollektivboende. På södra delen av tomten finns en förskola.